# August Theodor Kaselowsky

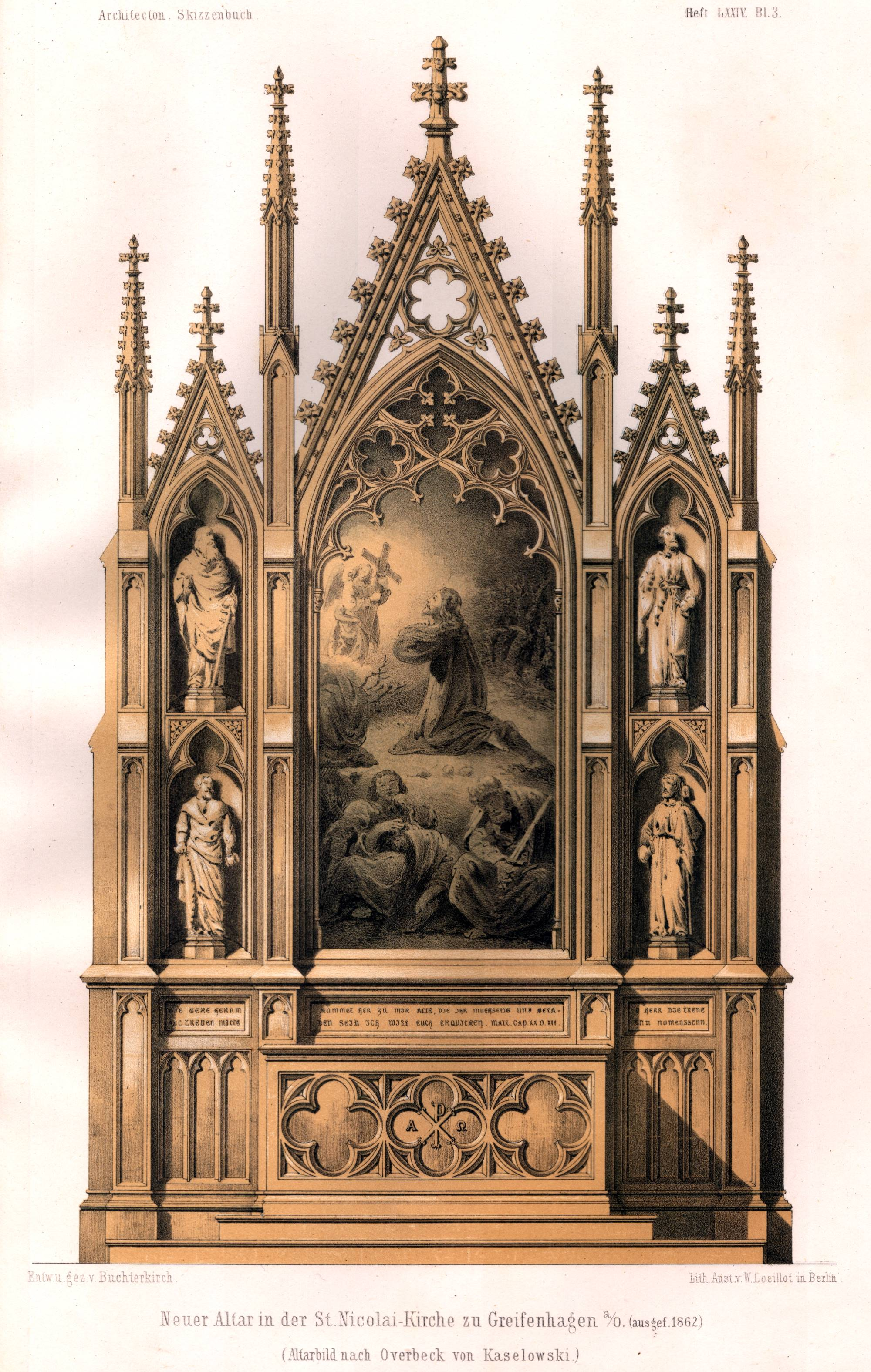
Altarbild in der St.Nikolaikirche in Greifenhagen an der Oder von August Theodor Kaselowsky nach Friedrich Overbeck

August Theodor Kaselowsky, auch August Theodor Kaselowski (* 26. April 1810 in Potsdam; † 4. Januar 1891 in Berlin) war ein deutscher Maler. 

## Leben
August Theodor Kaselowsky wurde am 26. April 1810 in Potsdam geboren. Er studierte ab 1828 an der Berliner Akademie und war Lieblingsschüler des Hofmalers und Akademieprofessors Wilhelm Hensel, mit dessen Familie er gut befreundet war. Bekannt ist etwa eine gemeinsame Zeit in Rom bei der Italienreise Hensels mit dessen Frau Fanny Hensel 1839/40. 1835 reiste er gemeinsam mit dem Kupferstecher und Zeichner Eduard Mandel und Edmund Rabe über Dresden weiter nach Prag, Nürnberg, Würzburg und durch die Rhön. 
1836 erhielt Kaselowsky von der Akademie der Künste anlässlich des Geburtstages von Friedrich Wilhelms III. den Preis für Historienmalerei. Das damit verbundene Auslandsstipendium von jährlich 500 Talern verwendete er für eine Studienreise über Düsseldorf und Belgien nach Paris, wo er drei Jahre in Léon Cogniets Atelier arbeitete. Von 1839 bis 1850 lebte er in Rom, wo er italienische Szenen, Kopien nach Raffael und große historische Bilder eigener Komposition (Freisprechung der Susanna durch Daniel) ausführte. 
In den 1850er Jahren malte er im Neuen Museum sechs Wandgemälde im Niobidensaal und bereiste England, Spanien, und Griechenland. Ab 1861 lehrte er an der Königlichen Kunstgewerbeschule sowie an der Kunstakademie und der in 1868 gegründeten Kunstschule des Vereins der Berliner Künstlerinnen und Kunstfreundinnen.
Er war verheiratet mit Elisabet Kaselowsky, die ab 1899 Vorsitzende des Lette-Vereins war.
August Theodor Kaselowsky starb 1891 im Alter von 80 Jahren in Berlin und wurde auf dem Alten St.-Matthäus-Kirchhof in Schöneberg beigesetzt. Das Grab ist nicht erhalten geblieben.

## Werke
| 1835     | Porträt Albertine Mendelssohn Bartholdy, geb. Heine (1814-1879) als Braut, Jüdisches Museum Berlin |
| um 1850  | Beteiligung an der Ausmalung der Kapelle des Berliner Stadtschlosses (zerstört) |
| um 1850  | Wandmalereien im Niobidensaal des Neuen Museums, Berlin Jason und Medea mit dem Goldenen Vlies und dem getöteten Drachen Pelops und Hippodamia nach dem Sieg im Wagenrennen Peleus entführt Thetis Meleager überreicht Atalante das Haupt des Calydonischen Ebers Tantalos und Sisyphos im Hades Der aus Theben vertriebene blinde Ödipus wird von seiner Tochter Antigone geführt |
| 1861     | Kreuzigung, Altarbild in der Dorfkirche Kirch Grubenhagen |
| 1866     | Mutterliebe |
| ca. 1865 | Altarbild in der Kirche St. Nikolai (nach Friedrich Overbeck), Greifenhagen an der Oder |